# Castillo de Warwick

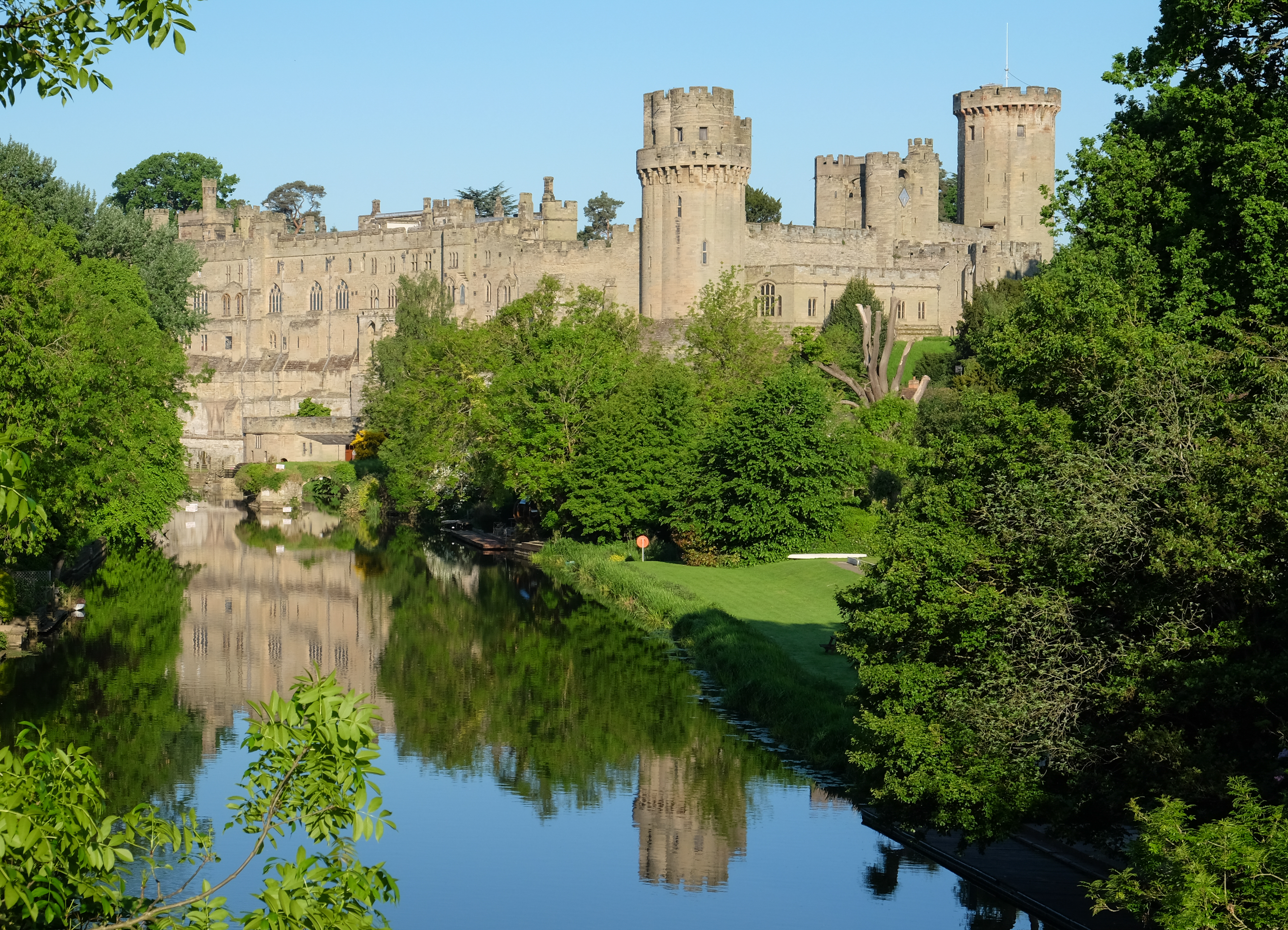
El castillo visto desde el río Avon.

El Castillo de Warwick es un castillo medieval edificado a partir de un fuerte de madera construido por Guillermo el Conquistador en 1068. Warwick es la capital del condado de Warwickshire, Inglaterra, situada en un meandro del río Avon. El castillo original de madera mota y bailey fue reconstruido en piedra en el siglo XII. Durante la guerra de los Cien Años, la fachada frente a la ciudad fue refortificada, dando lugar a uno de los ejemplos más conocidos de la arquitectura militar del siglo XIV. Fue utilizado como fortaleza hasta principios del siglo XVII, y en 1604 fue concedido por Jacobo I a Sir Fulke Greville, quien lo convirtió en casa de campo. Fue propiedad de la familia Greville, quienes en 1759 se convirtieron en condes de Warwick, hasta 1978 cuando fue adquirido por el Grupo Tussauds.

## Los condes

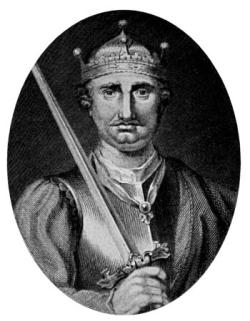
Guillermo I visto por un artista del.

Ethelfleda de Wessex, hija de Alfredo el Grande, fue la primera estratega militar que aprovechó las cualidades defensivas de la zona. Mercia, el reino anglosajón central, estaba amenazada por invasores daneses y, por ello, en el año 914 Ethelfleda ordenó construir una muralla de tierra para proteger el asentamiento de Warwick, en la cima de la colina.
En realidad fue Guillermo el Conquistador el responsable del primer auténtico castillo ya que con la intención de consolidar la Conquista Normanda en el centro y el norte de Inglaterra, mandó construir en el lugar un terraplén y posteriormente un fuerte en 1068, con la idea de así dominar la zona y asegurar sus líneas de suministro.
Henry de Beamont, en recompensa por su fidelidad, fue nombrado por Guillermo como condestable, convirtiéndose en el primer conde de Warwick. Por entonces el caa madera por otras de piedra, en concreto hasta 1260.
Henry cambió de nombre durante su mandato, siendo conocido como de Newburgh. Cinco de sus hijo siguieron sus pasos al heredar el título de Conde de Warwick. Thomas de Newburgh, el último de ellos en obtener el título, falleció en 1242 sin herederos, heredando el castillo y sus dominios su hermana Margaret.

## El castillo

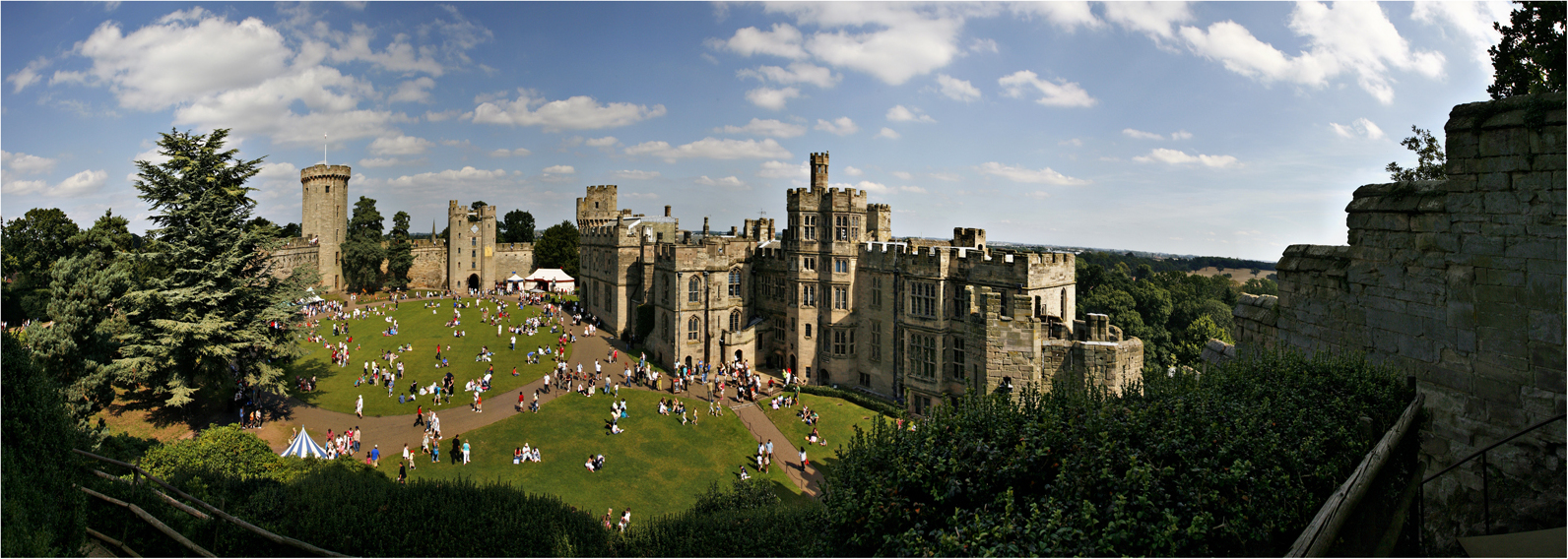
.

El primer castillo que hubo en Warwick consistía en un montículo artificial encumbrando el acantilado del río. Completando el montículo había una empalizada, dentro de la cual se alzaba una torre cuadrada de madera. La cerca estaba ubicada delante del montículo, separada por un foso. Dentro de la empalizada se apiñaban los edificios de madera: una sala con el techo de paja, una pequeña capilla, una cocina, un horno de pan, una cervecería, alojamientos para la tropa, establos para los caballos, la herrería y la armería.

## Segunda fase

### Los condes
Margaret de Newburgh se casó con John de Plessis, matrimonio que no tuvo descendencia, por lo que en 1263 el título fue a parar a William Mauduit, primo de la condesa.
Mauduit tuvo la mala suerte de recibir el condado durante la segunda guerra de los Barones, donde tomó partido por el rey. Esta opción resultó no ser la más prudente, ya que Simón de Montfort, conde de Leicester y cabecilla de los barones rebeldes, tenía su baluarte en el castillo de Kenilworth, que estaba a sólo 8 kilómetros de distancia.
Mauduit, a pesar de la proximidad de su enemigo, no se molestó en preparar la defensa del castillo. Por lo tanto no causó asombro, salvo quizá al propio William, que el gobernador de Kenilworth atacara el castillo en 1264, abriera una brecha en las murallas y capturara a Mauduit y a su mujer, pidiendo un rescate por ellos.
William de Beauchamp sucedió a su tío William Mauduit tras la muerte de este en 1268, iniciando un linaje que duraría 148 años y llevó al castillo a la culminación de su prosperidad. William de Beauchamp fue popular como caudillo militar a las órdenes de Eduardo I.
Un ejemplo de la sólida importancia de los Beauchamp nos lo da el hecho de que su hijo Guy formara parte de un grupo de condes conocidos como los Ordainers.

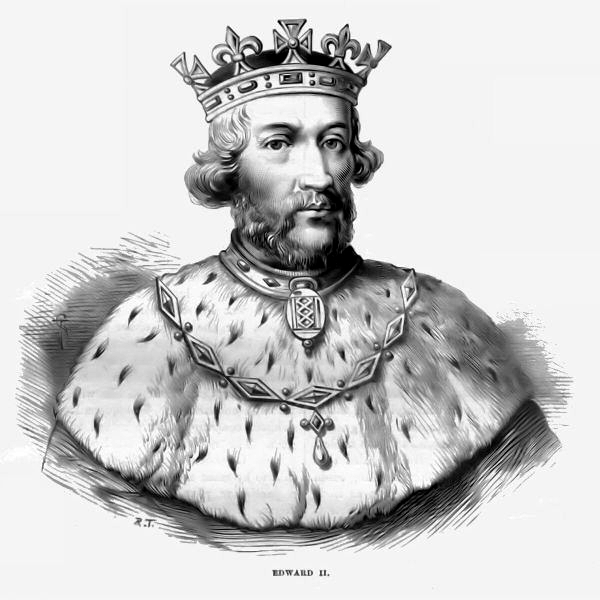
Eduardo II.

Preparados para defender sólidamente sus intereses, trataban de imponer, mediante una serie de ordenanzas alguna forma de control sobre la que el rey Eduardo II, conseguía sus ingresos y regía el reino. Para algunos Ordainers, las quejas sobre el poder real se centraban en el influjo que ejercía sobre la corte de Piers Gaveston, un caballero gascón amante del rey.
En un momento de marcada rigidez política, en 1312, Gaveston, con la oferta de que le perdonarían la vida, se rindió a los Ordainers. No obstante, Guy de Beauchamp se apoderó del prisionero y lo encarceló en el castillo de Warwick. Tras un juicio abreviado, Gaveston fue condenado a muerte y decapitado en Blacklow, a las puertas de Warwick.
Aunque Guy sucumbió tres años después, su inmaduro hijo no le sucedió en el título hasta 1329 por ser menor de edad. Tomás de Beauchamp llegó a la mayoría de edad poco antes de que estallara la guerra de los Cien Años entre Inglaterra y Francia.

### El castillo
En 1220, el castillo había sufrido una gran transformación al ser sustituida la madera por la piedra como material básico en casi todas sus edificaciones. Había desaparecido la estacada normanda: ahora completaba el montículo lo que se conoce como “Torreón de la Concha”, una torre circular con rígidos muros almenados y plataformas desde las que luchaban los soldados. También el fuerte exhibía un nuevo sistema defensivo. Lo cercaba una muralla de piedra de 7,6 m, reforzada al norte por dos torres y un imponente zaguán con puente levadizo, y torres adicionales por el este y oeste. La capilla y la sala desde las que administraba el conde sus estados, ya eran también de piedra.

## Tercera fase

### Los condes

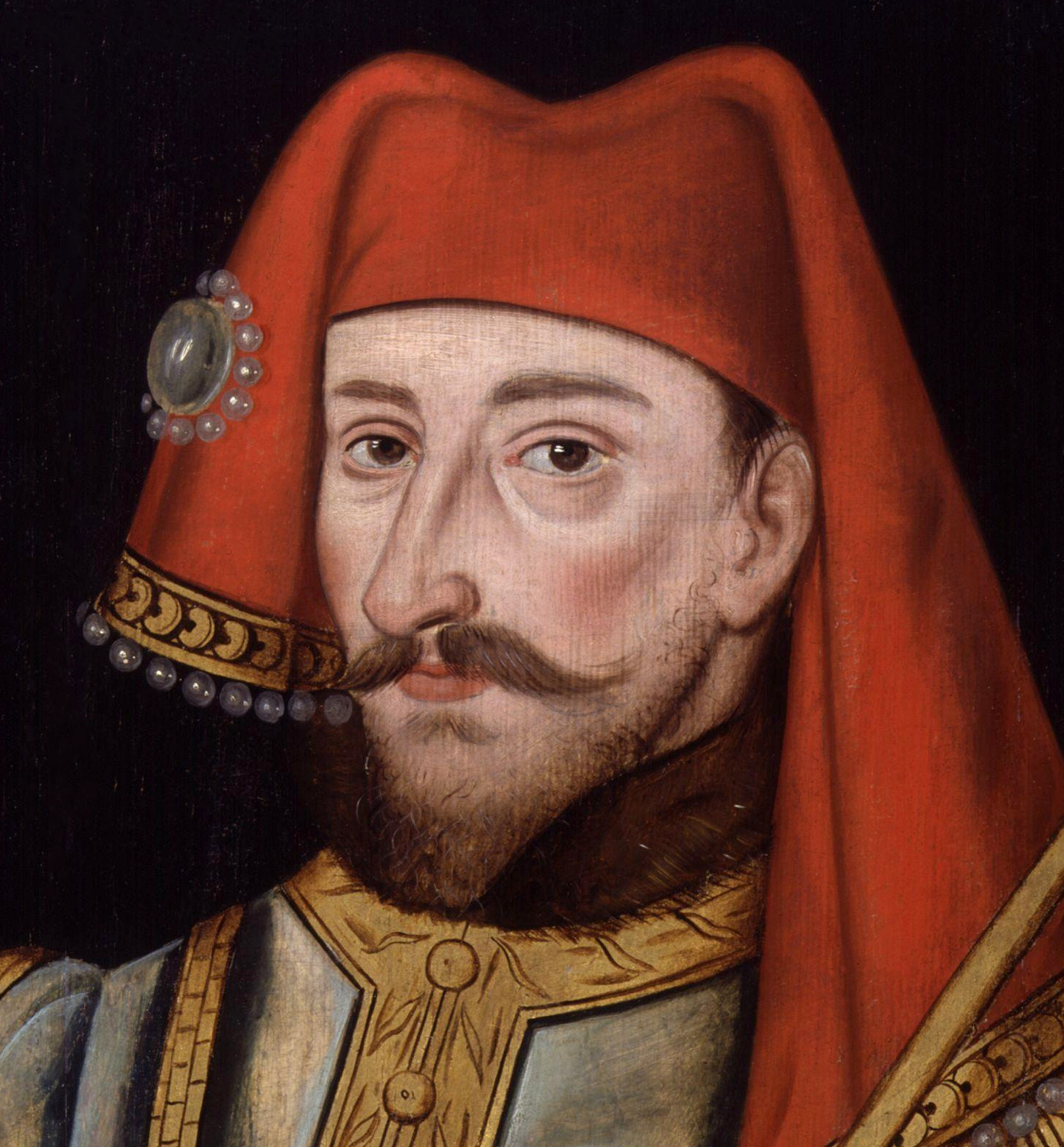
Enrique IV de Inglaterra.

En 1337, Eduardo III reafirmó las pretensiones de los Plantagenet al trono de Francia y, en 1338, comenzó el largo conflicto. Tomás de Beauchamp destacó como uno de los caudillos favoritos del rey. Luchó en Crécy (1346) y Poitiers (1356) y estuvo entre los primeros caballeros de la Orden de la Jarretera. Su posición en los rangos del ejército inglés era tal que se convirtió en consejero militar del hijo de Eduardo III, el Príncipe Negro. También fue Tomás quien empezó la ingente reconstrucción del castillo en el siglo XIV.
El destino de su hijo, Thomas el Joven, estuvo sujeto a las luchas internas y a las purgas políticas que marcaron el reinado de Ricardo II. En un nuevo enfrentamiento entre elementos de la nobleza y de la corona, Thomas y otros cuatro señores obligaron a Ricardo, en el ‘Parlamento Despiadado’ de 1388, a deponer o ejecutar a algunos de sus favoritos.
En 1387, Ricardo se vengó. Percibiendo que las circunstancias políticas le favorecían, llevó a juicio a los señores de 1388. Warwick se confesó reo de traición. Fue desterrado a la Isla de Man y confiscaron sus tierras y su título. Thomas no pudo reclamar su herencia hasta que el trono e Ricardo fue usurpado por Enrique Bolingbroke (Enrique IV) en 1399.

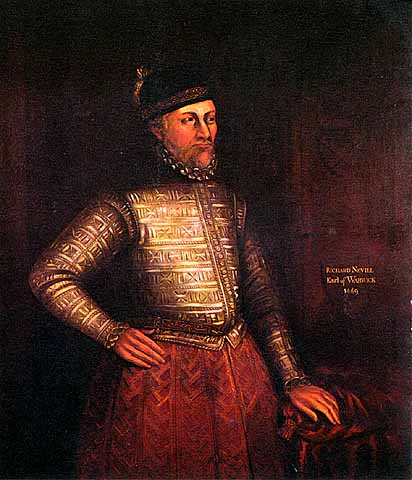
El conde de Warwick Richard Neville.

El sucesor de Thomas, su hijo Richard, llegó a ser quizá el más prominente de todos los Beauchamp. Al igual que la de su abuelo, la fama de Richard se forjó en una intensa fase de la guerra de los Cien Años.
Enrique V confiaba tanto en su capacidad que le nombró tutor de su joven hijo, el futuro Enrique VI.
En 1431, cuando los ingleses pagaron el rescate y se hicieron con la cautiva Juana de Arco, le tocó a Richard Beauchamp, como Capitán de Caláis, supervisar su juicio por presunta herejía y su quema en la hoguera en la plaza de Ruan, ciudad del norte de Francia.
La guerra le reportó beneficios a Richard. Desde luego consiguió dinero suficiente para seguir adelante con el costoso programa de reconstrucción del castillo.
El hijo de Richard, Henry, se alió con el futuro Enrique VI. En 1445, el rey nombró a su amigo de infancia primer duque de Warwick. Pero también fue el último, ya que el título desapareció con él al año siguiente.
Henry dejó sólo una hija pequeña, y cuando ella murió a la edad de cinco años, el ducado y las tierras pasaron a la hermana de Henry, Ana de Beauchamp. A finales de la década de 1440, Ana se casó con Richard Neville, y el linaje de los Beauchamp se extinguió.
Ningún conde de Warwick tuvo tanto poder en el reino como Neville, aunque fuera por poco tiempo. A lo largo de la guerra de las Dos Rosas, Warwick, al ayudar a deponer Enrique VI y Eduardo IV, se ganó el título de Hacedor de Reyes.

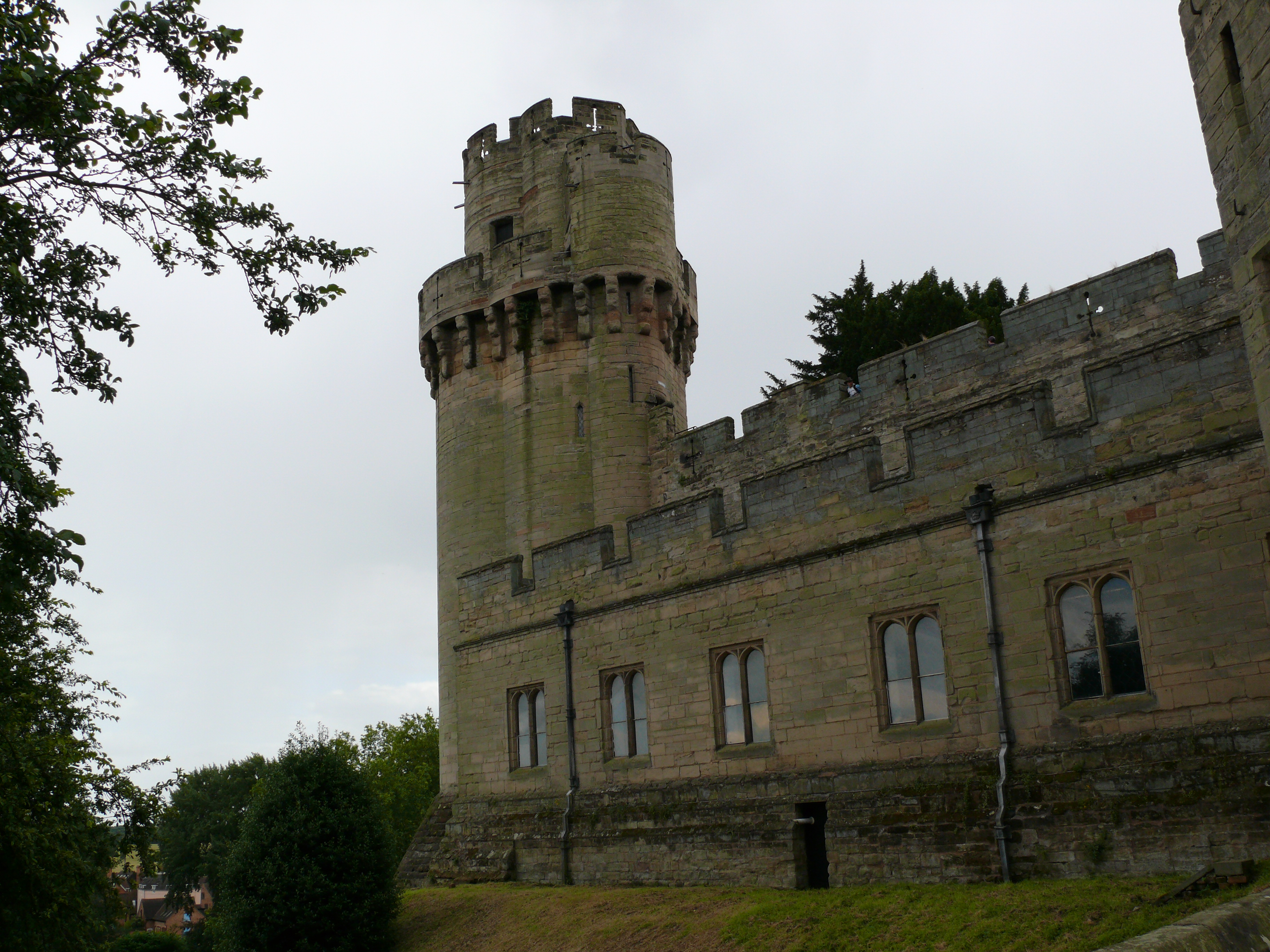
Torre del César vista desde la entrada principal del castillo.

Pero la ambición que le encumbró a tal altura le llevó también a la caída. A la muerte de Neville, derrotado en la batalla de Barnet en 1471, el castillo y las tierras fueron concedidas por Eduardo IV a su propio hermano Jorge, duque de Clarence.
Clarence tenía un pasado de deslealtad (en cierto momento había sido aliado de Neville en la guerra de las Dos Rosas) y, a pesar de pasarse al bando de Eduardo IV, en realidad nunca había dejado de codiciar el trono. Sospechoso de intrigar contra Eduardo, fue encarcelado y muerto en 1478.

### El castillo
Durante los siglos XIV y XV, un amplio programa de reconstrucción volvió a transformar el castillo. Ahora se elevaban al cielo dos colosales torre es que aún dominan el lado este del castillo; imponiéndose por encima del río estaba la Torre de César con su base empinada, mientras a la derecha se alzaba la torre de Guy, de doce lados. Entre las dos quedaba el zaguán, al que se había añadido otra estructura defensiva llamada barbacana, que penetraba en el foso y albergaba el puente levadizo. Punto débil potencial de la defensa del castillo, el flanco sudoeste de la muralla que da al río se protegió construyendo la Torre de la Puerta del Agua. Unos cuarteles de dos pisos flanqueaban ahora la Torre de Guy, y se añadieron aposentos extra a la capilla y la gran sala.

## Cuarta fase

### Los condes

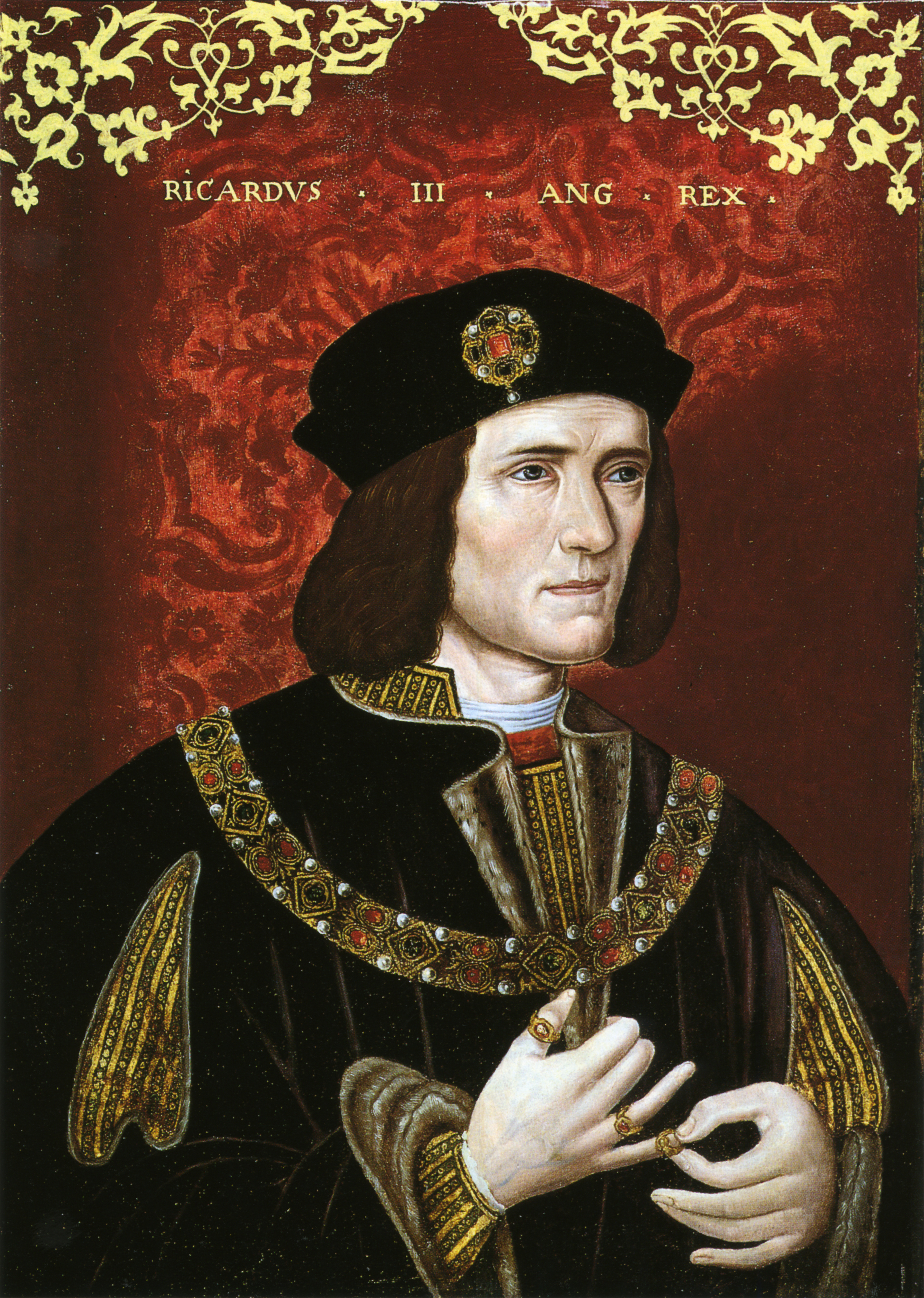
Ricardo III.

Un último suceso llegaría al castillo a las Guerras de las Dos Rosas. Tras la ejecución de Clarence, su hermano Ricardo de Gloucester (el futuro Ricardo III), tomó posesión del castillo. Su mujer, Ana, en la hija pequeña de Neville.
El título de Conde de Warwick fue conservado por el hijo de Clarence, Eduardo, aunque no le trajo mucha suerte. Como último Plantagenet (y por tanto posible rival del rey Tudor, Enrique VII), fue encerrado en la torre de Londres. Allí estuvo desde 1485 hasta 1499, cuando fue ejecutado supuestamente por conspirar con el segundo de los dos primeros pretendientes al trono, Perkin Warbeck.
No habiendo sucesor natural de Eduardo, el castillo quedó como propiedad de la corona. Bajo Enrique VIII, se hicieron obras para reforzar los muros que dan al río.
En 1547, sin embargo, el joven Eduardo VI concedió el título a John Dudley, miembro del Consejo de Regencia establecido para ayudar al rey de 9 años a gobernar en los años inmediatos a la muerte de Enrique VIII.
Desde 1550, el nuevo conde de Warwick ejerció una inmensa influencia en el gobierno del país. Pero la mala salud de Eduardo le ponía en una posición no del todo segura, y la temprana muerte del rey en 1553 dejó a Dudley frente a lo que tanto tiempo había tenido: la perspectiva de que la hermana de Eduardo, María, ascendiera al trono y le derribara.
Su reacción, aprobada por Eduardo antes de morir, fue colocar en el trono a su nuera, Lady Jane Grey. El golpe de Estado, contó con poco apoyo y apenas duró dos semanas. Al final María Tudor reclamó su derecho al trono y Dudley, su hijo Gildford y Lady Jane Grey fueron ejecutados como traidores.

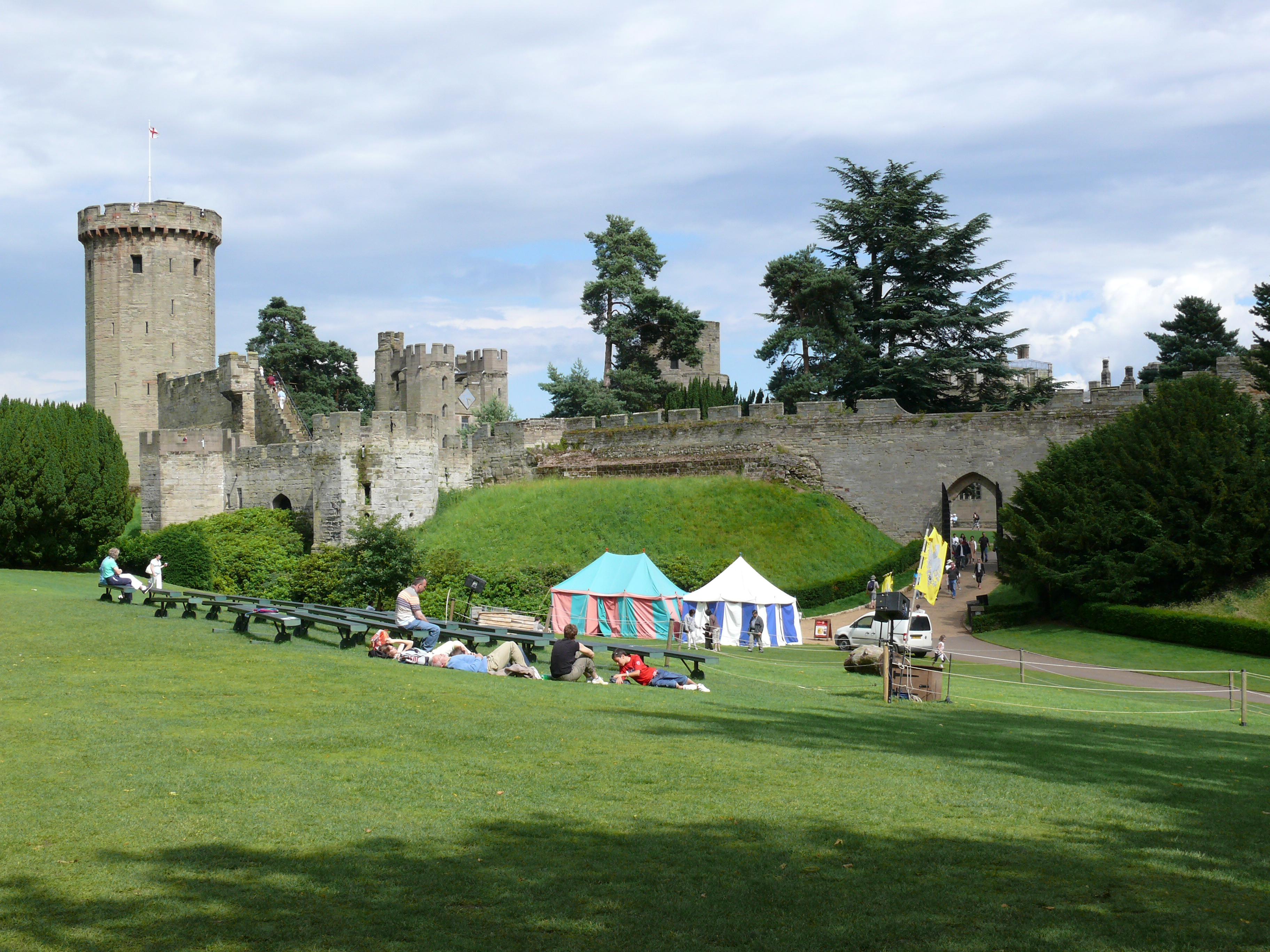
Las torres más pequeñas de la izquierda son las del Oso y la de Clarence.

Bajo Isabel I, que sucedió a María, la familia Dudley volvió a contar con el favor real. Isabel no solo nombró a Ambrose Dudley, hermano de Gildfor, conde de Warwick, sino que además le concedió el castillo. Ambrose murió en 1540 sin herederos, y la propiedad volvió a la corona.
En 1604, Jacobo I regaló el castillo, por entonces en ruinas, a Sir Fulke Greville, el título de Conde de Warwick, sin embargo fue concedido a Lord Rich en 1618 y permaneció en su familia hasta 1759.

### El castillo
En la década de 1480, el castillo estaba en manos del duque de Gloucester, el futuro Ricardo III, y fue el que ordenó construir una torre adicional en la muralla norte. Este enorme edificio de planta cuadrada había de ser un baluarte defensivo autosuficiente, medida de seguridad contra posibles motines de la propia guarnición del castillo. La muerte de Ricardo en 1485 hizo que no se construyeran más que dos torres de ángulo, conocidas como Torre del Oso y Torre de Clarence, y con una altura mucho menor de la prevista inicialmente.
Durante el reinado de Enrique VIII, se rehízo la cocina. En el siglo XVI se alzó también la Torre del Espía, y las secciones bajas de los edificios domésticos a la izquierda de la Gran Sala. Por la misma época se reforzó la cara del acantilado natural para distribuir mejor el peso de las murallas por encima y detener la erosión del suelo de roca por debajo.

## Quinta fase

### Los condes
Greville, que ya había servido en cargos públicos a Isabel, fue Canciller del Exchequer varios años para Jacobo I. Al dejar el cargo en 1621, Greville recibió el título nobiliario de Barón de Brooke.
A raíz de su muerte a manos de su criado descontento, el dominio pasó a su hijo adoptivo, Robert Greville, el segundo Lord Brooke.
Al estallar la Guerra Civil, fue nombrado Comandante de las Fuerzas Parlamentarias en Staffordshire y Warwickshire. En agosto de 1642, el castillo, bajo Sir Edward Peyto, soportó un débil asedio de las tropas reales.
Muerto Robert Greville, en combate en Lichfield, el castillo fue pasando a cada uno de sus tres hijos en unos pocos años. Primero lo recibió el mayor, Francis y luego el menor, Robert.
Ajeno, al parecer, a las ideas radicales de su padre, Robert intervino en la restauración de la monarquía en 1660.
Igual que Francis, murió sin hijos y entonces le tocó heredar al tercero de los hermanos. Fulke Greville, el quinto Lord Brooke, fue elegido parlamentario y ayudó a la reconstrucción de la ciudad de Warwick después de un desastroso incendio en 1694.
El octavo Lord Brooke, Francis Greville, se casó con Elizabeth, la hermana de Sir William Hamiltom. Se trata de aquel William Hamiltom cuya mujer, Emma, tuvo unos tempestuosos amoríos públicos con Lord Nelson.

### El castillo
Cuando el castillo fue asediado por los realistas de la guerra civil inglesa, se adoptaron varias medidas defensivas. Se colocaron cañones en el montículo y se establecieron posiciones de tiro en el cuarto de guardia en lo alto de la Torre de Guy. Quedó en pìe el lado este del torreón de la concha, el muro de piedra semicircular de la cima. Para 1670, se habría construido el edificio que ahora alberga Muerte o Gloria, al principio usado como lavandería y cervecería, aledaño a la muralla este, entre la Torre de César y el zaguán.

## Sexta fase

### Los condes

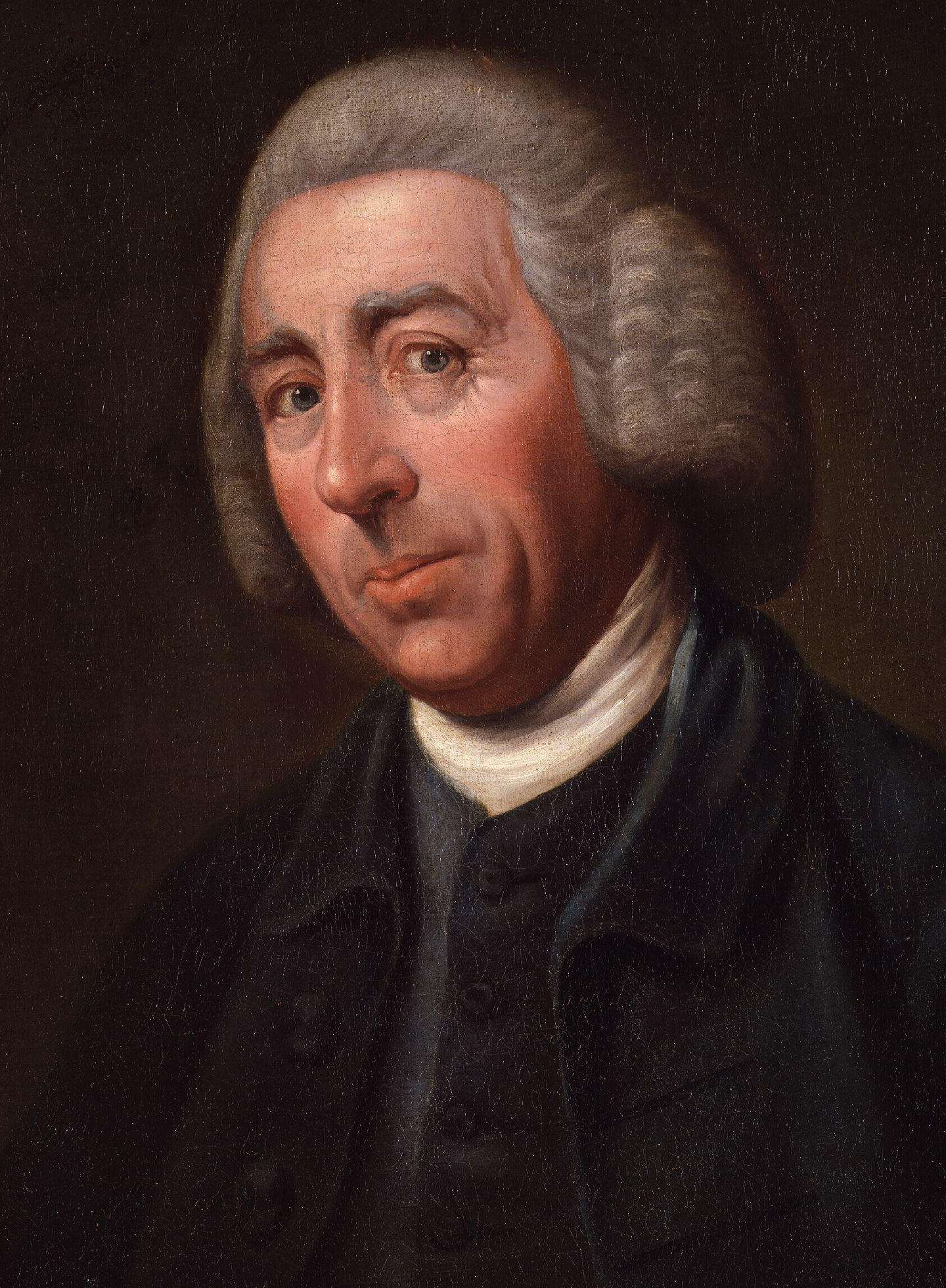
Lancelot Brown.

Al extinguirse la familia Rich en 1759, Francis solicitó y obtuvo el título de conde de Warwick, reuniendo así de nuevo título y castillo. En la década de 1750, encargó a Lancelot “Capability” Brown el diseño paisajístico de los jardines.
Su hijo George Greville mostró igual celo en mejorar el aspecto y el estilo del castillo. Dio los últimos retoques a los Aposentos de Estado y compró muchos de los cuadros y muebles que se exhiben actualmente. Por desgracia su entusiasmo era mayor que su cuenta bancaria, y en 1804 se vio obligado a vender fincas lejanas para mantener la solvencia.

### El castillo
El reacondicionamiento de las partes habitadas empezó en el siglo XVII y continuó en un estilo exuberante a lo largo del XVIII. Además de alguna otra alteración, se añadió un magnífico comedor a los Aposentos del Estado en 1763. También hubo muchos cambios elegantes en el parque. El montículo se remozó atractivamente con dos nuevas torres y un adarve. Los jardines se reacondicionaron según los planos de “Capabiliti” Brown, quien también diseñó el patio. Se añadió un portón entre la Torre del Oso y la de Clarence y los terrenos del castillo se ampliaron por el norte y por el este. En 1796 se construyeron el pabellón de entrada y el camino principal. Hacia 1800, visto desde fuera, el castillo era como hoy, aunque un incendio en 1871 obligó a rehacer ampliamente muchos de los aposentos privados.

## Séptima fase

### Los condes

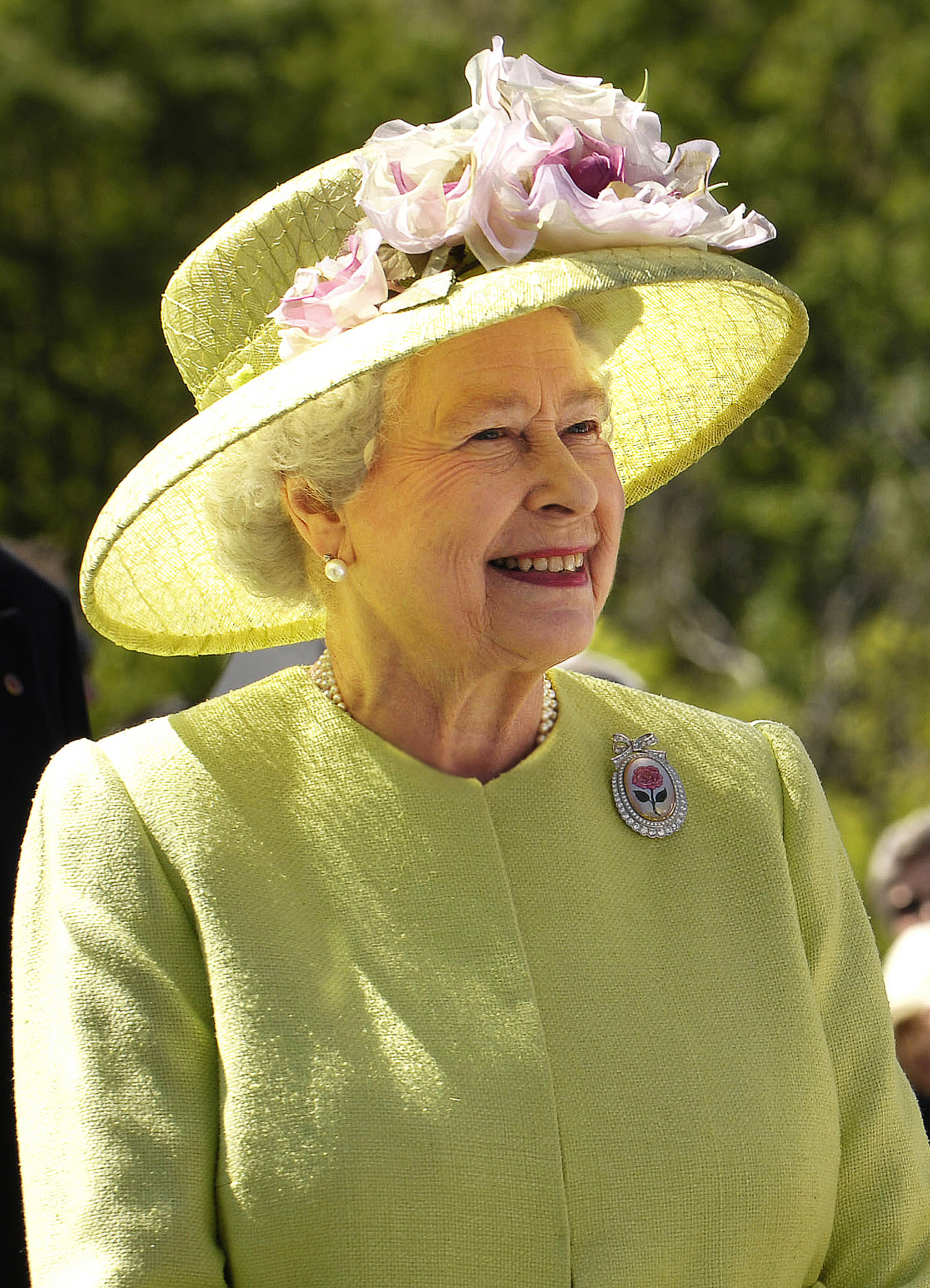
SM la Reina de Inglaterra, Isabel II.

Las finanzas eran menos problemáticas cuando Francis Richard Greville y su mujer Frances daban sus fiestas de la alta sociedad en la década de 1890.
Su hijo Leopold, conocido como Guy, se casó con Elfrida Marjorie Eden, hermana mayor del futuro primer ministro Anthony Eden, fue corresponsal de Reuters en la guerra ruso-japonesa de 1905 y después Brigadier General del ejército canadiense en la I Guerra Mundial.
El séptimo conde Greville, Charles Guy, con el nombre artístico de Michael Brooke, probó suerte en el mundo de Hollywood. La cima de su carrera fue un papel secundario en La Escuadrilla del Amanecer (1938), protagonizada por Errol Flynn y David Niven. También creó una pantalla de cine en el tejado del castillo que aún se conserva.

### El castillo
En noviembre de 1978, su hijo David vendió el castillo de Warwick al Grupo Tussauds. Desde entonces el Grupo Tussauds ha realizado amplias obras de restauración y ha abierto al público muchas partes del castillo que antes entaban cerradas. 
Una vez restaurada a su diseño original, la Rosaleda Victoriana fue inaugurada por SAR la Princesa de Gales, Lady Diana en 1986.
SM la Reina y SAR el Duque de Edimburgo hicieron un recorrido por la atraccíon del Hacedor de Reyes en su visita al castillo en noviembre de 1996. En esta visita, Su Majestad descubrió también una espada conmemorativa.
En 2002 se abrió por primera vez al público el molino y la central eléctrica.

## Lista de Condes de Warwick
| Período   | Conde                                    |
| --------- | ---------------------------------------- |
| 1088-1119 | Henry de Newburgh                        |
| 1119-1153 | Roger de Newburgh                        |
| 1153-1184 | William de Newburgh                      |
| 1184-1203 | Waleran de Newburgh                      |
| 1203-1229 | Henry de Newburgh                        |
| 1229-1242 | Thomas de Newburgh                       |
| 1242-1263 | John de Plessis                          |
| 1263-1268 | William Mauduit                          |
| 1268-1298 | William de Beauchamp                     |
| 1298-1315 | Guy de Beauchamp                         |
| 1329-1369 | Tomás de Beauchamp                       |
| 1369-1401 | Thomas de Beauchamp                      |
| 1401-1439 | Richard de Beuchamp                      |
| 1439-1446 | Henry de Beauchamp                       |
| 1446-1449 | Anne de Beauchamp, XV condesa de Warwick |
| 1449-1471 | Richard Neville                          |
| 1472-1478 | Jorge Plantagenet                        |
| 1478-1499 | Eduardo Plantagenet                      |
| 1499-1547 | Propiedad de la Corona                   |
| 1547-1553 | John Dudley I                            |
| 1553-1554 | John Dudley II                           |
| 1561-1590 | Ambrose Dudley                           |
| 1590-1604 | Propiedad de la Corona                   |
| 1604-1628 | Sir Fulke Greville                       |
| 1618-1619 | Robert Rich I                            |
| 1619-1658 | Robert Rich II                           |
| 1621-1628 | Sir Fulke Greville                       |
| 1658-1659 | Robert Rich III                          |
| 1659-1673 | Charles Rich                             |
| 1673-1675 | Robert Rich IV                           |
| 1675-1701 | Edward Rich I                            |
| 1701-1721 | Edward Henry Rich                        |
| 1721-1759 | Edward Rich II                           |
| 1759-1773 | Francis Greville                         |
| 1773-1816 | George Greville                          |
| 1816-1853 | Henry Richard Greville                   |
| 1853-1893 | George Guy Greville                      |
| 1893-1924 | Francis Richard Greville                 |
| 1924-1928 | Leopold Guy Greville                     |
| 1928-1984 | Charles Guy Greville                     |
| 1984-1996 | David Greville                           |
| 1996-     | Guy Greville                             |